# Aphis lini
Aphis lini är en insektsart. Aphis lini ingår i släktet Aphis och familjen långrörsbladlöss. Inga underarter finns listade i Catalogue of Life.